# Histiotus diaphanopterus
Histiotus diaphanopterus (Feijo, da Rocha & Althoff, 2015) è un pipistrello della famiglia dei Vespertilionidi diffuso in America meridionale.

## Descrizione

### Dimensioni
Pipistrello di piccole dimensioni, con la lunghezza della testa e del corpo tra 52 e 60 mm, la lunghezza dell'avambraccio tra 41,8 e 47,2 mm, la lunghezza della coda tra 43 e 57 mm, la lunghezza del piede tra 7,6 e 10,9 mm, la lunghezza delle orecchie tra 27 e 33,1 mm e un peso fino a 11 g.

### Aspetto
La pelliccia è lunga e soffice. Le parti dorsali sono bruno-dorate, mentre le parti ventrali sono bianche. La base dei peli è ovunque marrone scura. Il muso è chiaro e praticamente privo di peli. Le orecchie sono grandi, triangolari, semi-trasparenti,  connesse alla base da una membrana trasversale alta 4 mm e con un prominente lobo arrotondato alla base anteriore. Il trago è largo e triangolare. Le membrane alari sono chiare e trasparenti ed attaccate posteriormente alla base dell'alluce. La punta della lunga coda si estende leggermente oltre l'ampio uropatagio. Il calcar è ben sviluppato e provvisto di una piccola carenatura. 

## Biologia

### Comportamento
Si rifugia nei crepacci e talvolta nei tetti di case abbandonate.

### Alimentazione
Si nutre di insetti.

### Riproduzione
Una femmina che allattava è stata catturata nel mese di ottobre.

## Distribuzione e habitat
Questa specie è diffusa negli stati brasiliani nord-orientali di Ceará, Paraíba, Bahia, Mato Grosso e Maranhão e nella Bolivia centrale.
Vive nelle savane, boscaglie e foreste secche del caatinga, cerrado e chaco.

## Conservazione
Questa specie, essendo stata scoperta solo recentemente, non è stata sottoposta ancora a nessun criterio di conservazione.